# Highway: Rodando la Aventura
Highway: Rodando la Aventura è una serie televisiva argentina andata in onda dal 26 ottobre 2010 al 2 dicembre 2010 su Disney Channel Latinoamérica. Racconta la storia di un gruppo di amici che formano una band.
Dalla serie è uscito il 19 ottobre 2010 la colonna sonora Highway: Rodando la Aventura, contenente 12 tracce.

## Episodi
| Stagione       | Episodi | Prima TV Argentina | Prima TV Italia |
| -------------- | ------- | ------------------ | --------------- |
| Prima stagione | 12      | 2010               | inedita         |